# Evangelische Kirche (Loshausen)

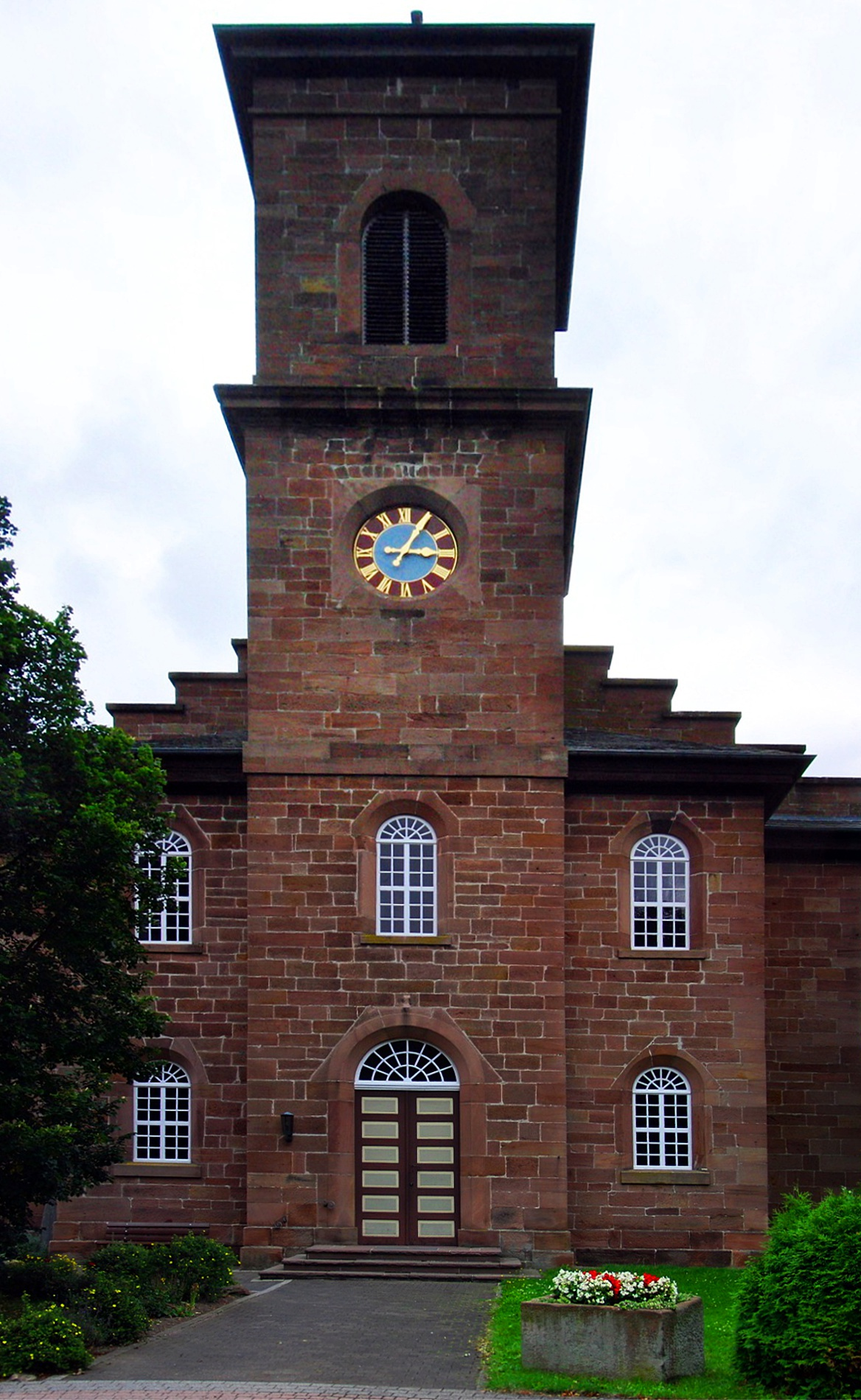
Evangelische Kirche in Loshausen

Die evangelische Kirche Loshausen ist ein denkmalgeschütztes Kirchengebäude in Loshausen, einem Ortsteil der Gemeinde Willingshausen im Schwalm-Eder-Kreis in Hessen. Die Kirche gehört zur Kirchengemeinde Zella-Loshausen im Kirchenkreis Schwalm-Eder im Sprengel Marburg der Evangelischen Kirche von Kurhessen-Waldeck.

## Beschreibung
Die klassizistische Saalkirche mit vier Achsen und einem vorgesetzten Kirchturm nach Westen hin wurde nach einem Entwurf des Landbaumeisters Johann Christoph Wilhelm Selig in den Jahren 1835 bis 1838 aus Quadermauerwerk erbaut. Das dritte Geschoss des Turms beherbergt die Turmuhr. Im obersten Geschoss befindet sich der Glockenstuhl. Der Chor wurde im Jahr 1948 wesentlich umgestaltet. 
Der Innenraum wird in der Mitte von einem Tonnengewölbe auf hölzernen Pfeilern überspannt. Die seitlichen Emporen werden von Arkaden getragen. Die oberen Fenster im Chor wurden von Erhardt Jakobus Klonk im Jahre 1977 gestaltet. 
Die Orgel mit 15 Registern, einem Manual und Pedal wurde 1838 von Balthasar Conrad Euler gebaut und 1997 von Elmar Krawinkel restauriert.